# Marco Verratti
Marco Verratti (Pescara, 5 de novembre del 1992) és un futbolista professional italià que juga com a centrecampista Al-Arabi.
Es va iniciar en el Pescara Calcio, on hi va debutar el 2008 i s'hi va estar fins a mitjans de 2012, quan va ser traspassat al Paris Saint-Germain. Amb el club pescaresí va aconseguir un títol nacional (la Sèrie B el 2012) mentre que amb el conjunt parisenc n'ha obtingut 14, també a nivell nacional (quatre Ligue 1, quatre Copes de la Lliga de França, dues Copes de França i quatre Supercopes de França). Amb la selecció italiana ha participat en una Copa del Món el 2014 i a més posseeix de 21 presències i un gol al conjunt azzurro.
És considerat un dels millors talents europeus de la seva generació i un dels migcampistes més complets del món, i és sovint comparat amb Andrea Pirlo.

## Biografia

### Inicis
Verratti va néixer a Pescara, i va créixer a L'Aquila. De nen, era aficionat de la Juventus FC i admirador d'Alessandro Del Piero, creador de joc ofensiu internacional italià de l'equip. El talent de Verratti no va trigar a descobrir-se, i de seguida li van arribar ofertes per a unir-se a les acadèmies juvenils d'Atalanta i Inter de Milà, però va optar pel seu club local de Pescara per 5.000 €. Després d'un impressionant rendiment amb l'equip cadet del Pescara contra l'AC Milan, el club de la Llombardia li va oferir 300.000 € per fitxar el migcampista, però Verratti va decidir quedar-se al Pescara.

### Pescara Calcio

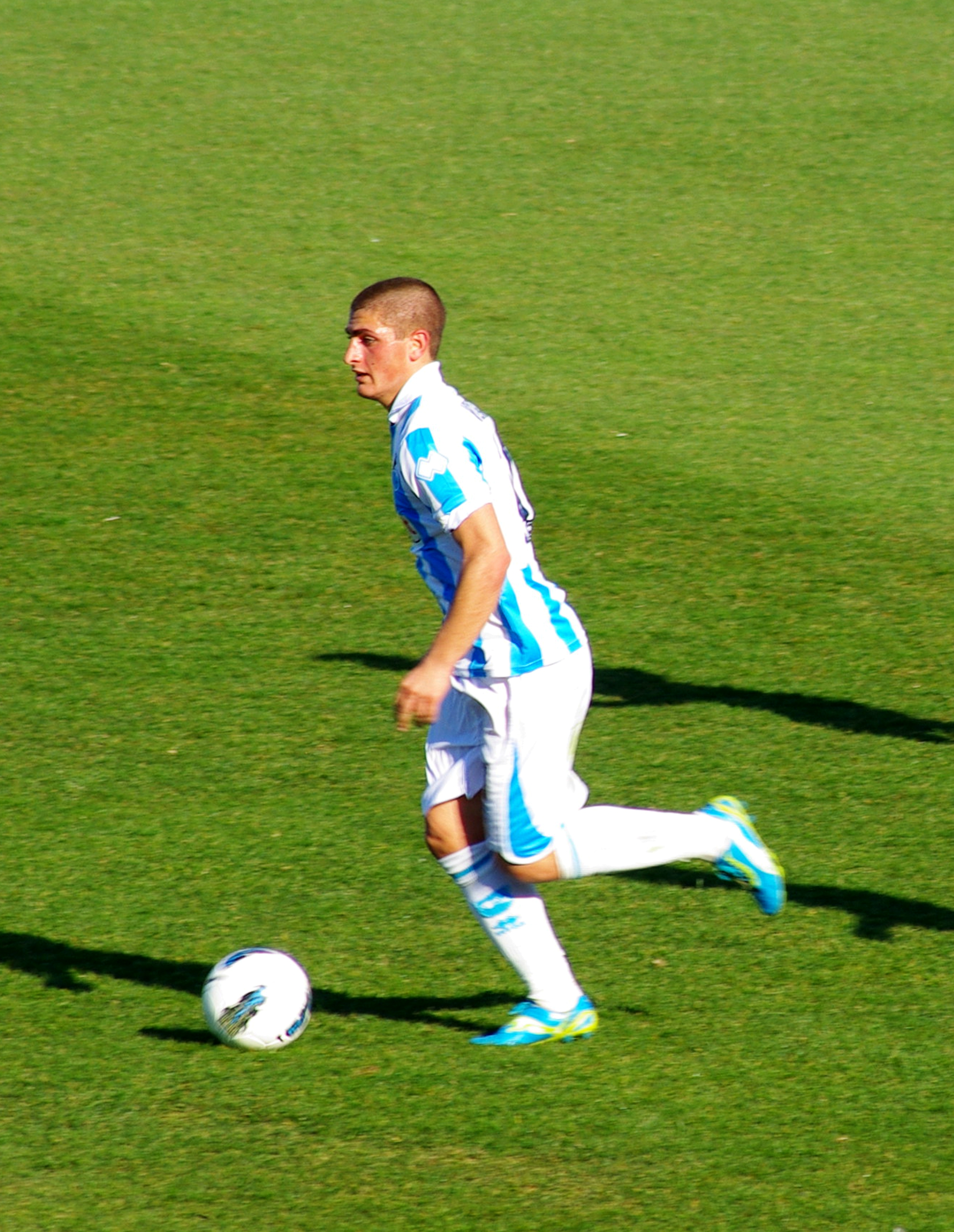
Verratti jugant amb el Pescara el 2012.

Verratti va debutar amb el primer equip el 9 d'agost de 2008 als 15 anys i 9 mesos, sota les ordres del tècnic Giuseppe Galderisi en un partit contra l'AC Mezzocorona a la Copa Itàlia. El seu debut a la Lega Pro Prima Divisione 2008-09 va ser el 31 d'agost, sent titular davant el FC Crotone en una derrota per 2-0. Amb un total deu partits, culminaria la seva primera temporada com a professional.
La següent temporada va marcar el seu primer gol el 9 d'agost de 2009 contra l'AC Sangiustese en una victòria per 3-2 a la Copa de la Lega Pro. El 24 d'agost, va fer el seu primer gol a l'Estadi Adriàtic en una victòria per 2-0. Va finalitzar la temporada amb vuit aparicions, de la mà d'Antonello Cuccureddu, i també ascendint a la Serie B després d'una victòria en els play-offs.
Ja estant en la segona divisió, va disputar vint partits de lliga. El seu primer gol a la Serie B el va marcar el 29 de maig de 2011 davant el Cittadella. Amb l'arribada de Zdeněk Zeman, que utilitzà un estil de joc molt ofensiu però que no incloïa el paper de creador de joc, va col·locar a Marco com a migcampista per davant de la defensa. El 12 de març de 2012, va signar una renovació de contracte que el vinculava al Pescara fins al 30 de juny de 2016.

### Paris Saint-Germain

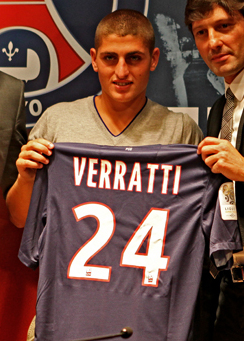
Verratti durant la seva presentació com a nou jugador del Paris Saint-Germain.

El 18 de juliol de 2012, Verratti va signar un contracte de cinc anys amb el Paris Saint-Germain de la Ligue 1. Després de debutar contra el Lilla, el migcampista va assistir a Javier Pastore en la seva primera aparició al Parc dels Prínceps, en una victòria per 2-0 davant del Tolosa.

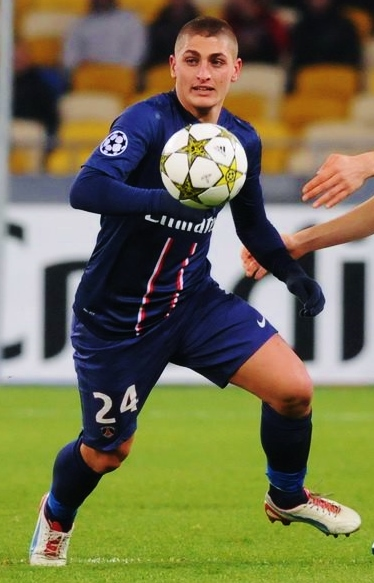
Verratti jugant amb el Paris Saint-Germain contra el Dinamo de Kíev el 2012.

El 18 de setembre, va fer el seu debut a la Lliga de Campions en una victòria per 4-1 davant el Dinamo de Kíev. Va acabar la seva primera temporada a la capital francesa guanyant el títol de la Ligue 1 2012-13. El 20 d'agost de 2013, Verratti va signar una pròrroga d'un any del seu contracte amb el PSG, mantenint-lo en el club fins al 2018.
La segona temporada de Veratti amb el PSG va ser encara més satisfactòria que la primera, ja que l'equip va revalidar el seu títol de lliga i va guanyar la Copa de la Lliga. Verratti va ser nomenat com a Jugador Jove de l'Any de la Ligue 1 i inclòs en l'Equip de l'Any de la Ligue 1 2013-14.
El 30 de setembre de 2014, Verratti va marcar el seu primer gol amb el PSG, una rematada de cap en la victòria per 3-2 a casa contra el FC Barcelona a la fase de grups de la Champions. El 18 de gener de 2015, Verratti marcar el seu primer gol a la Ligue 1, en la victòria per 4-2 a casa davant l'Évian.

### Selecció italiana
Verratti va ser inclòs en la llista preliminar de 32 homes d'Itàlia de Cesare Prandelli per a la UEFA Euro 2012, sent un dels dos únics jugadors de la Serie B (l'altre va ser Torino Angelo Ogbonna) en formar ser part d'ella. Va ser descartar posteriorment de l'equip el 28 de maig de 2012.
El 15 d'agost de 2012, Verratti va fer el seu debut amb la selecció absoluta d'Itàlia en un partit amistós contra Anglaterra a Berna. Posteriorment, va fer la seva primera aparició competitiva en la Classificació de la Copa del Món de futbol 2014, on va aparèixer com un substitut en el segon temps d'Emanuele Giaccherini en l'empat per 2-2 contra Bulgària el 7 de setembre.
El 6 de febrer de 2013, Verratti marcar el seu primer gol en un amistós contra Holanda, empatant el partit en el minut 91 amb un marcador final d'1-1.
Va participar amb la selecció sub-21 d'Itàlia en l'Eurocopa Sub-21 de 2013, on els Azzurrini van acabar com a subcampions darrere d'Espanya. Les seves actuacions van fer que fos inclòs en la selecció de les estrelles de la UEFA per al torneig.
L'1 de juny de 2014, Verratti va ser seleccionat en la llista de 23 jugadors d'Itàlia per a la Copa Mundial de la FIFA 2014. En el primer partit d'Itàlia del torneig, va fer la seva primera titularitat en competició per als Azzurri a la banda esquerra d'un rombe al centre del camp amb els jugadors de la Juventus FC Andrea Pirlo i Claudio Marchisio i el segon capità de la Roma Daniele De Rossi en una victòria per 2-1 contra Anglaterra a Manaus.
El 6 de maig de 2016, es va confirmar que Verratti es perdria l'Eurocopa de 2016 després d'una lesió de llarga durada d'una pubàlgia que requeriria cirurgia el 16 de maig, deixant-lo de banda durant dos mesos. Verratti va tornar a l'equip sota el nou seleccionador d'Itàlia Gian Piero Ventura per a un partit amistós contra França a Bari l'1 de setembre, sortint com a substitut en la derrota dels italians per 3-1.

## Estadístiques

### Club
Actualitzat 1 d'abril 2017
| Club                   | Temporada     | Lliga   | Lliga | Copa    | Copa | Copa de la Lliga | Copa de la Lliga | Europa  | Europa | Altres  | Altres | Total   | Total |
| Club                   | Temporada     | Partits | Gols  | Partits | Gols | Partits          | Gols             | Partits | Gols   | Partits | Gols   | Partits | Gols  |
| ---------------------- | ------------- | ------- | ----- | ------- | ---- | ---------------- | ---------------- | ------- | ------ | ------- | ------ | ------- | ----- |
| Pescara                | 2009–10       | 7       | 1     | 0       | 0    | —                | —                | —       | —      | —       | —      | 7       | 1     |
| Pescara                | 2010–11       | 28      | 1     | 1       | 0    | —                | —                | —       | —      | —       | —      | 29      | 1     |
| Pescara                | 2011–12       | 31      | 0     | 1       | 0    | —                | —                | —       | —      | —       | —      | 32      | 0     |
| Pescara                | Total         | 66      | 2     | 2       | 0    | —                | —                | —       | —      | —       | —      | 68      | 2     |
| Paris Saint-Germain FC | 2012–13       | 27      | 0     | 3       | 0    | 0                | 0                | 9       | 0      | —       | —      | 39      | 0     |
| Paris Saint-Germain FC | 2013–14       | 29      | 0     | 1       | 0    | 4                | 0                | 8       | 0      | 1       | 0      | 43      | 0     |
| Paris Saint-Germain FC | 2014–15       | 32      | 2     | 6       | 0    | 3                | 0                | 7       | 1      | 1       | 0      | 49      | 3     |
| Paris Saint-Germain FC | 2015–16       | 18      | 0     | 1       | 0    | 3                | 0                | 5       | 0      | 1       | 0      | 28      | 0     |
| Paris Saint-Germain FC | 2016–17       | 21      | 2     | 0       | 0    | 4                | 0                | 7       | 0      | 1       | 0      | 33      | 2     |
| Paris Saint-Germain FC | Total         | 127     | 4     | 11      | 0    | 14               | 0                | 36      | 1      | 3       | 0      | 192     | 5     |
| Total Carrera          | Total Carrera | 193     | 6     | 13      | 0    | 14               | 0                | 36      | 1      | 4       | 0      | 260     | 7     |

### Internacional
Actualitzat 20 de marc 2017
| 2012  | 2  | 0 |
| 2013  | 2  | 1 |
| 2014  | 6  | 0 |
| 2015  | 5  | 0 |
| 2016  | 4  | 0 |
| 2017  | 2  | 0 |
| Total | 21 | 1 |

## Palmarès

### Club
Pescara
- Serie B (1): 2011–12

Paris Saint-Germain
- Ligue 1 (9): 2012–13, 2013–14, 2014–15, 2015–16, 2017–18, 2018–19, 2019–20, 2021–22, 2022–23
- Coupe de France (6): 2014–15, 2015–16, 2016–17, 2017–18, 2019–20, 2020–21
- Coupe de la Ligue (6): 2013–14, 2014–15, 2015–16, 2016–17, 2017–18, 2019–20
- Trophée des Champions (9): 2013, 2014, 2015, 2016, 2017, 2018, 2019, 2020, 2022

Selecció italiana
- Eurocopa (1): 2020

### Individual
- Trofeu Bravo: 2012
- Jugador de l'Any de la Serie B: 2012
- Equip del Campionat de la UEFA sub-21: 2013
- UNFP Ligue 1 Jugador Jove de l'Any (1): 2013–14
- UNFP Ligue 1 Equip de l'Any (4): 2012–13, 2013–14, 2014–15, 2015–16
- UNFP Jugador del Mes: setembre 2013, febrer 2017
- UNFP Ligue 1 Jugador Estranger de l'Any (1): 2014–15
- Pallone Azzurro: 2015